# Gerichtsbezirk Lienz
Der Gerichtsbezirk Lienz ist ein dem Bezirksgericht Lienz unterstehender Gerichtsbezirk im politischen Bezirk Lienz (Bundesland Tirol). Der Gerichtsbezirk Lienz umfasst seit 1. Juli 2002 den gesamten politischen Bezirk Lienz.

## Geschichte
Der Gerichtsbezirk Lienz wurde durch eine Kundmachung der Landes-Gerichts-Einführungs-Kommission geschaffen und umfasste ursprünglich die 42 Gemeinden Ainet, Alkus, Amlach, Anras, Asch, Asling, Bannberg, Burg und Vergein, Dölsach, Dörfla, Glanz, Gödnach, Göriach, Görtschach, Gwabl, Iselsberg, Kosten, Lavant, Leisach, Lengberg, Lienz, Nikolsdorf, Nörsach, Nußdorf, Oberasling, Oberdrum, Obergaimberg, Oberlienz, Obernußdorf, Oberried, Patriasdorf, Penzendorf, Schlaiten, Schrottendorf, St. Johann im Walde, Stribach, Stronach, Thal, Thurn, Tristach, Unterried und Winkel.
Der Gerichtsbezirk Lienz bildete im Zuge der Trennung der politischen von der judikativen Verwaltung
ab 1868 gemeinsam mit den Gerichtsbezirken Sillian und Windisch-Matrey den Bezirk Lienz.
Nach dem Ende des Ersten Weltkriegs musste Österreich 1919 durch den Vertrag von Saint-Germain zahlreiche Gemeinden des Gerichtsbezirks Sillian an Italien abtreten, wodurch sich der Gerichtsbezirk enorm verkleinerte. Mit der Verordnung der Bundesregierung vom 29. März 1923 wurde in der Folge der Gerichtsbezirk Sillian aufgelöst und die bei Österreich verbliebenen Gemeinden dem Gerichtsbezirk Lienz zugeschlagen. Dem ursprünglichen Planung nach musste das Bezirksgericht Sillian am 31. März 1923 seine Tätigkeit einstellen und das Bezirksgericht Lienz am 1. Juni 1923 die Gerichtsbarkeit über dieses Gebiet übernehmen.
Schließlich erfolgte dieser Wechsel aber erst am 30. September 1925 bzw. 1. Oktober 1925.
Per 1. Oktober 1925 wurde daher der Gerichtsbezirk Lienz um die Gemeinden Abfaltersbach, Arnbach, Außervillgraten, Hollbruck, Innervillgraten, Kartitsch, Obertilliach, Panzendorf, Sillian, Sillianberg, Strassen, Tessenberg und Untertilliach dem Gerichtsbezirk Lienz zugeschlagen.
Im Zuge der weiteren Auflösung von Bezirksgerichten wurde auch der Gerichtsbezirk Matrei in Osttirol (ehemals Windisch-Matrei) per 1. Juli 2002 aufgelöst und das Gebiet dem Gerichtsbezirk Lienz zugewiesen.
Der Gerichtsbezirk Lienz erweiterte sich dadurch um die Gemeinden Hopfgarten in Defereggen, Kals am Großglockner, Matrei in Osttirol, Prägraten am Großvenediger, St. Jakob in Defereggen, St. Veit in Defereggen und Virgen.

## Gerichtssprengel
Der Gerichtssprengel umfasst nach der Auflösung der Gerichtsbezirk Matrei in Osttirol sowie Sillian den gesamten politischen Bezirk Lienz und nach zahlreichen Gemeindezusammenlegungen die 33 Gemeinden Abfaltersbach, Ainet, Amlach, Anras, Assling, Außervillgraten, Dölsach, Gaimberg, Heinfels, Hopfgarten in Defereggen, Innervillgraten, Iselsberg-Stronach, Kals am Großglockner, Kartitsch, Lavant, Leisach, Lienz, Matrei in Osttirol, Nikolsdorf, Nußdorf-Debant, Oberlienz, Obertilliach, Prägraten am Großvenediger, St. Jakob in Defereggen, St. Johann im Walde, St. Veit in Defereggen, Schlaiten, Sillian, Strassen, Thurn, Tristach, Untertilliach und Virgen.